# Cook, Nebraska
Cook är en ort i Johnson County i delstaten Nebraska, USA.